# Team Picnic PostNL (vrouwenwielerploeg)
Team Picnic PostNL is een Nederlandse vrouwenwielerploeg. Het is de vrouwenploeg van SMS Cycling B.V., dat reeds langer een mannenteam actief heeft. 
De ploeg werd opgericht voor het seizoen 2011 onder de naam Skil-Koga. De daaropvolgende jaren veranderde de naam in Skil-Argos (2012), Argos-Shimano (2013), Giant-Shimano (2014) en Liv-Plantur (2015-2016), Team Sunweb (2017-2020). De ploeg kreeg in 2021 de naam Team DSM naar toenmalige hoofdsponsor Koninklijke DSM, dat in 2023 fuseerde met het Zwitserse bedrijf Firmenich. Vanaf de Giro Donne reed de ploeg onder de fusienaam Team dsm-firmenich. In 2024 sloot PostNL als sponsor aan en werd het Team dsm-firmenich PostNL. In 2025 ging het team verder als Team Picnic PostNL nadat Picnic de plaats van dsm-firmenich innam.
In 2013 en 2014 was met name Kirsten Wild erg succesvol; zij behaalde namens het team in totaal 28 zeges. Eind 2015 werd bekend dat verschillende rensters de ploeg zouden verlaten. Zo vertrokken Lucy Garner en Amy Pieters naar Wiggle High5, Willeke Knol en Claudia Lichtenberg naar Lotto Soudal Ladies en Maaike Polspoel ging naar Lensworld.eu - Zannata. Voor 2016 werd het team versterkt met de Canadese Leah Kirchmann, de Australische Carlee Taylor en de Nederlandse Nederlandse Riejanne Markus en Rozanne Slik, die beide overkwamen van Parkhotel Valkenburg.
Eind 2016 verlieten Sara Mustonen, Carlee Taylor (Alé Cipollini), Kyara Stijns (Parkhotel Valkenburg) en Riejanne Markus (WM3-Energie) het team. Het team werd voor 2017 versterkt met voormalig wereldkampioene tijdrijden Ellen van Dijk (Boels Dolmans) en tweevoudig Nederlands kampioene Lucinda Brand (Rabo-Liv). Internationale versterking kwam er met de Amerikaanse sprintster Coryn Rivera (UnitedHealthcare) en de junioren Liane Lippert (EK op de weg voor junioren) en Juliette Labous (3e op EK- en WK-tijdrit voor junioren). Ook werd bekend dat het team, net als bij de mannen, onder de naam van de nieuwe sponsor Sunweb verder zal gaan.
In 2017 won de nieuwe aanwinst Rivera de Trofeo Alfredo Binda en de Ronde van Vlaanderen voor vrouwen, waardoor ze tijdens de drie Ardense klassiekers de leiderstrui van de Women's World Tour mocht dragen. In september won het team het wereldkampioenschap ploegentijdrit in Bergen, door topfavoriet Boels Dolmans te verslaan. Voor het eerst wonnen zowel de vrouwen als de mannen van één ploeg het WK. Eind 2017 werd bekend dat Sabrina Stultiens (naar Waowdeals), Rozanne Slik (naar FDJ) en de Britse Molly Weaver (naar Drops) het team gingen verlaten. De Deense Pernille Mathiesen (van Veloconcept) en de Amerikaanse Ruth Winder (van UnitedHealthcare) kwamen het team versterken voor het seizoen 2018.

## Rensters
N.B. alleen rensters begonnen voor 2020 zijn hier vermeld, voor later zie de jaarpagina's.

## Overwinningen
N.B. Zie voor 2020-2025 de jaarpagina's
2012
Le Samyn des Dames: Adrie Visser
Ronde van Gelderland: Suzanne de Goede
Erpe-Mere: Adrie Visser
2013
2e etappe Ronde van Qatar: Kirsten Wild
3e etappe Ronde van Qatar: Kirsten Wild
4e etappe Ronde van Qatar: Kirsten Wild
Eindklassement Ronde van Qatar: Kirsten Wild
1e, 2e, 3e B en 4e etappe Energiewacht Tour: Kirsten Wild
2e etappe Energiewacht Tour: Kirsten Wild
3e etappe deel B Energiewacht Tour: Kirsten Wild
4e etappe Energiewacht Tour: Kirsten Wild
Ronde van Gelderland: Kirsten Wild
1e etappe Ronde van Chongming: Lucy Garner
2e etappe Lotto Belgium Tour: Kirsten Wild
3e etappe Lotto Belgium Tour: Kirsten Wild
1e etappe Holland Ladies Tour: Kirsten Wild
3e etappe Holland Ladies Tour: Kirsten Wild
4e etappe Holland Ladies Tour: Elke Gebhardt
2014
1e etappe Ronde van Qatar: Kirsten Wild
2e etappe Ronde van Qatar: Amy Pieters
3e etappe Ronde van Qatar: Kirsten Wild
4e etappe Ronde van Qatar: Kirsten Wild
Eindklassement Ronde van Qatar: Kirsten Wild
Omloop Het Nieuwsblad: Amy Pieters
Novilon EDR Cup: Kirsten Wild
1e etappe Energiewacht Tour: Kirsten Wild
2e etappe Energiewacht Tour: Kirsten Wild
Ronde van Gelderland: Kirsten Wild
1e etappe Ronde van Chongming: Kirsten Wild
2e etappe Ronde van Chongming: Kirsten Wild
Eindklassement Ronde van Chongming: Kirsten Wild
Trofee Maarten Wynants: Maaike Polspoel
Ronde van Chongming WB: Kirsten Wild
1e etappe La Route de France: Claudia Lichtenberg
4e etappe La Route de France: Kirsten Wild
6e etappe La Route de France: Kirsten Wild
Eindklassement La Route de France: Claudia Lichtenberg
2015
Gent-Wevelgem: Floortje Mackaij
2e etappe GP Elsy Jacobs: Floortje Mackaij
Proloog La Route de France: Amy Pieters
1e etappe La Route de France: Lucy Garner
3e etappe Lotto Belgium Tour: Floortje Mackaij
2016
Drentse Acht van Westerveld: Leah Kirchmann
Proloog Giro Rosa: Leah Kirchmann
2017
Omloop Het Nieuwsblad: Lucinda Brand
Trofeo Alfredo Binda (WWT): Coryn Rivera
Ronde van Vlaanderen (WWT): Coryn Rivera
1e etappe deel A (ITT) Healthy Ageing Tour: Ellen van Dijk
Eindklassement Healthy Ageing Tour: Ellen van Dijk
3e etappe Ronde van Californië (WWT): Coryn Rivera
GP de Gatineau: Leah Kirchmann
0
Ploegenklassement OVO Women's Tour:
(Brand, Van Dijk, Kirchmann, Mackaij, Slik, Stultiens)
8e etappe Giro Rosa (WWT): Lucinda Brand
5e etappe O cenu Českého Švýcarska, Juliette Labous
Prudential RideLondon Classique (WWT): Coryn Rivera
Erondegemse Pijl: Julia Soek
Proloog Ronde van Noorwegen (WWT): Ellen van Dijk
2018
Omloop van het Hageland: Ellen van Dijk
Omloop van de Westhoek: Floortje Mackaij
Dwars door Vlaanderen: Ellen van Dijk
1e etappe Ronde van Thüringen: Coryn Rivera
3e etappe Ronde van Thüringen: Coryn Rivera
7e etappe (ITT) Ronde van Thüringen: Ellen van Dijk
2e etappe OVO Energy Women's Tour: Coryn Rivera
Eindklassement OVO Energy Women's Tour: Coryn Rivera
1e etappe O cenu Českého Švýcarska: Floortje Mackaij
4e etappe O cenu Českého Švýcarska: Floortje Mackaij
1e etappe (TTT) Giro Rosa (WWT):
(Brand, Van Dijk, Kirchmann, Labous, Lippert, Soek, Winder)
5e etappe Giro Rosa: Ruth Winder
Ronde van Noorwegen (TTT) (WWT):
(Brand, Van Dijk, Kirchmann, Lippert, Mackaij, Rivera, Winder)
1e etappe La Madrid Challenge (WWT):
(Brand, Van Dijk, Kirchmann, Lippert, Mathiesen, Rivera)
Eindklassement La Madrid Challenge: Ellen van Dijk
2019
GP de Gatineau: Leah Kirchmann
4e etappe Boels Ladies Tour (WWT): Franziska Koch

### Kampioenschappen
2017
 Europees kampioene tijdrijden: Ellen van Dijk
 WK Ploegentijdrit: Brand, Van Dijk, Kirchmann, Mackaij, Rivera, Stultiens
2018
 Europees kampioene tijdrijden: Ellen van Dijk
 Amerikaans kampioene op de weg: Coryn Rivera
 Canadees kampioene tijdrijden: Leah Kirchmann
 Duits kampioene op de weg: Liane Lippert
 Nederlands kampioene tijdrijden:Ellen van Dijk
 Nederlands kampioene veldrijden: Lucinda Brand
2019
 Canadees kampioene tijdrijden: Leah Kirchmann

## Fotogalerij

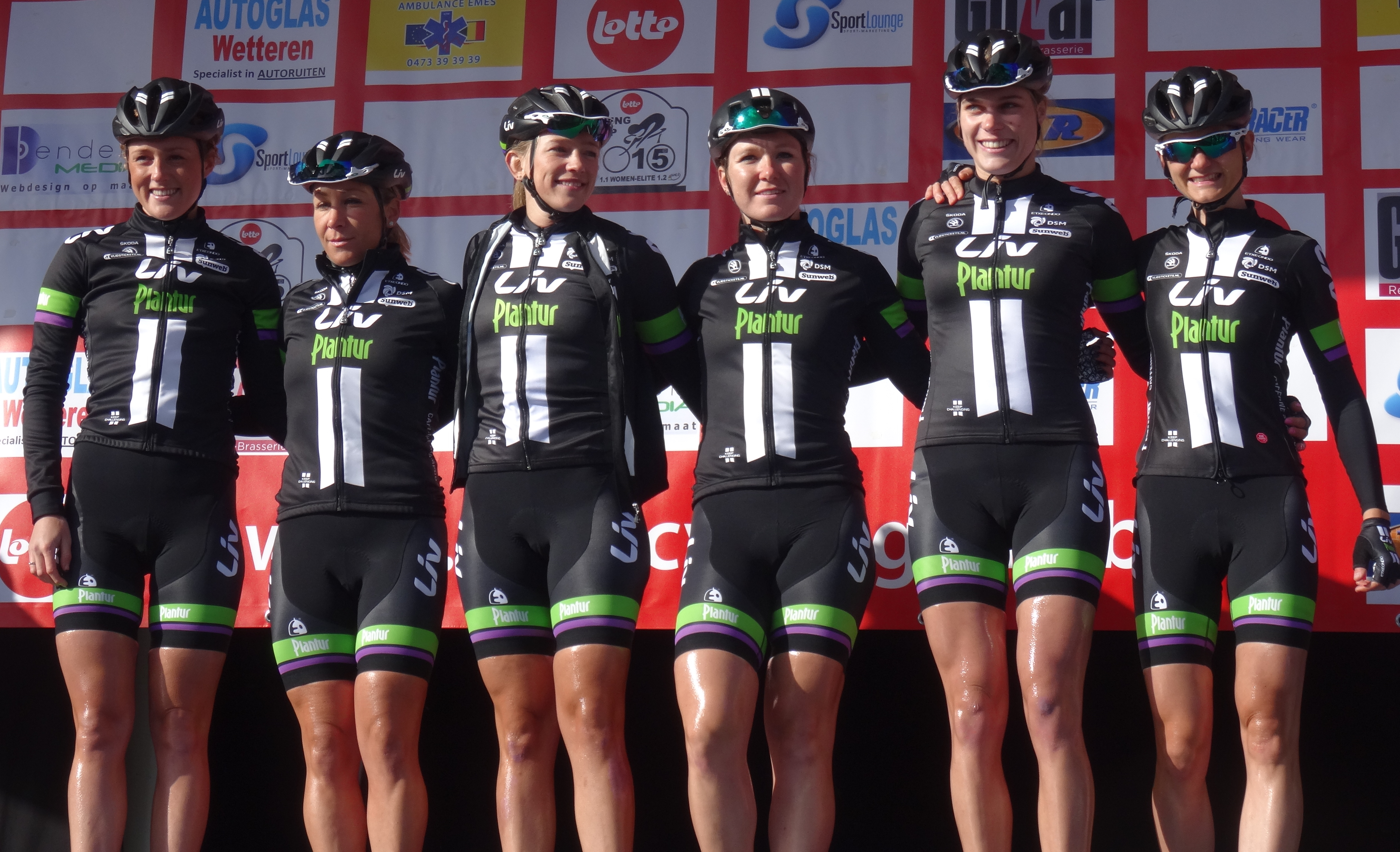
Aan de start van Le Samyn 2015.
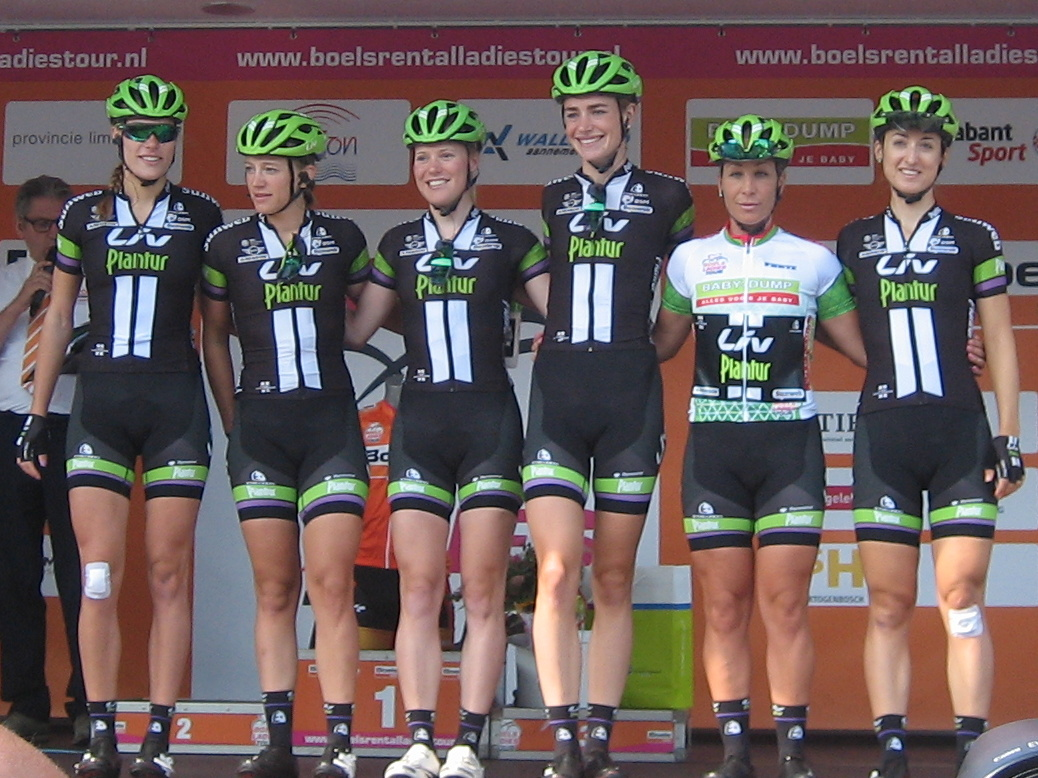
Tijdens de Boels Ladies Tour 2016.
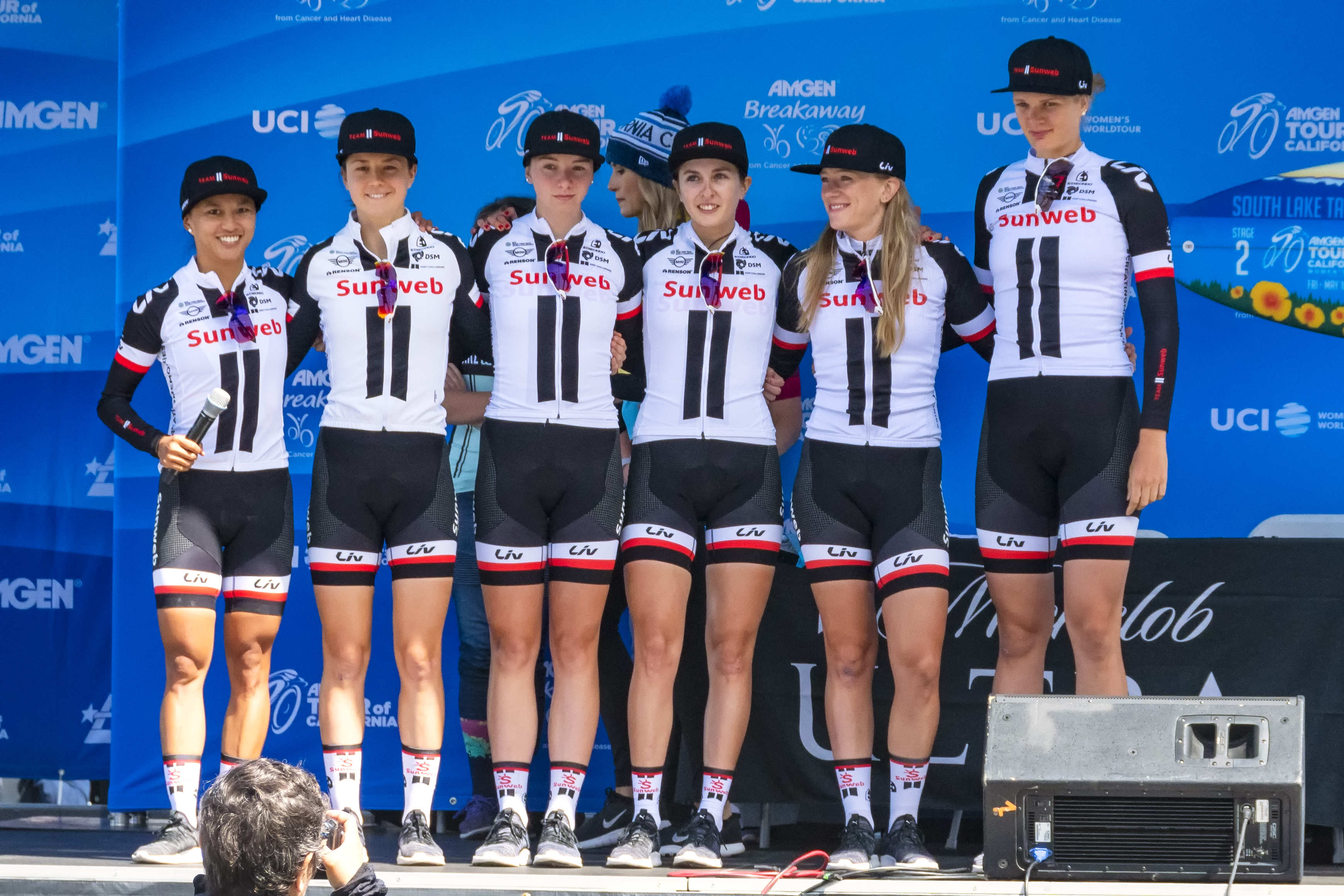
In de Ronde van Californië 2018.
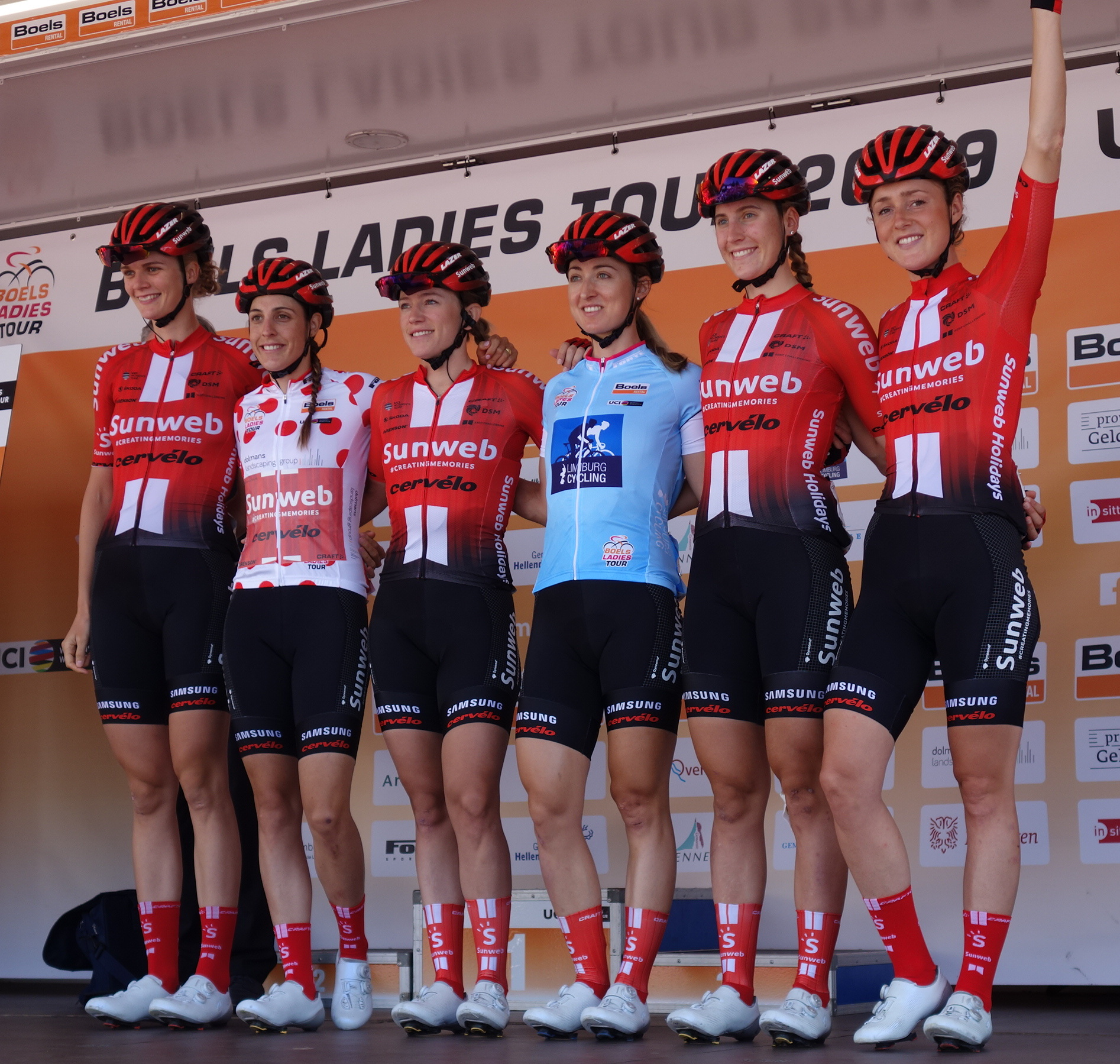
De ploeg in de Boels Ladies Tour 2019.
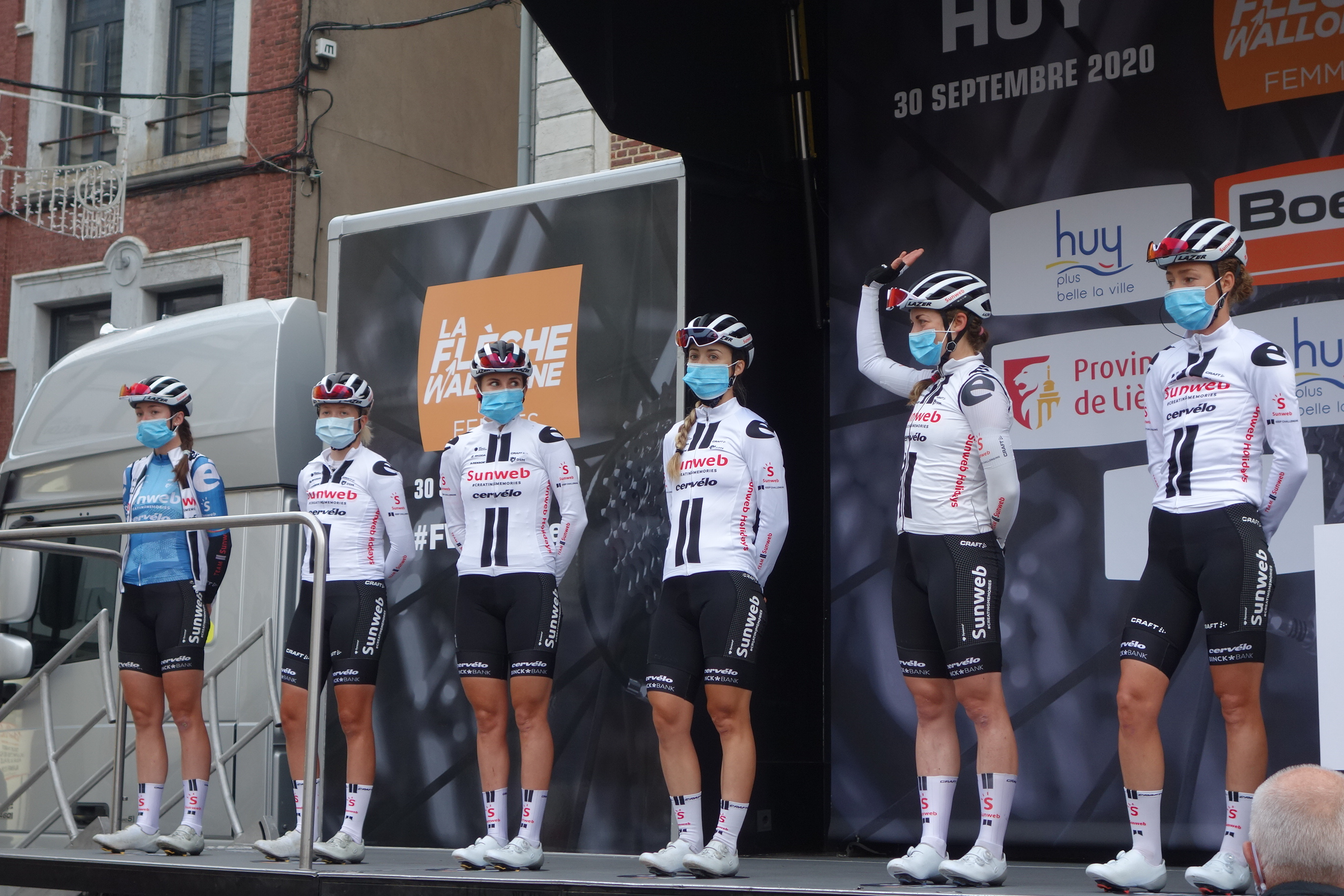
De ploeg in de Waalse Pijl 2020.
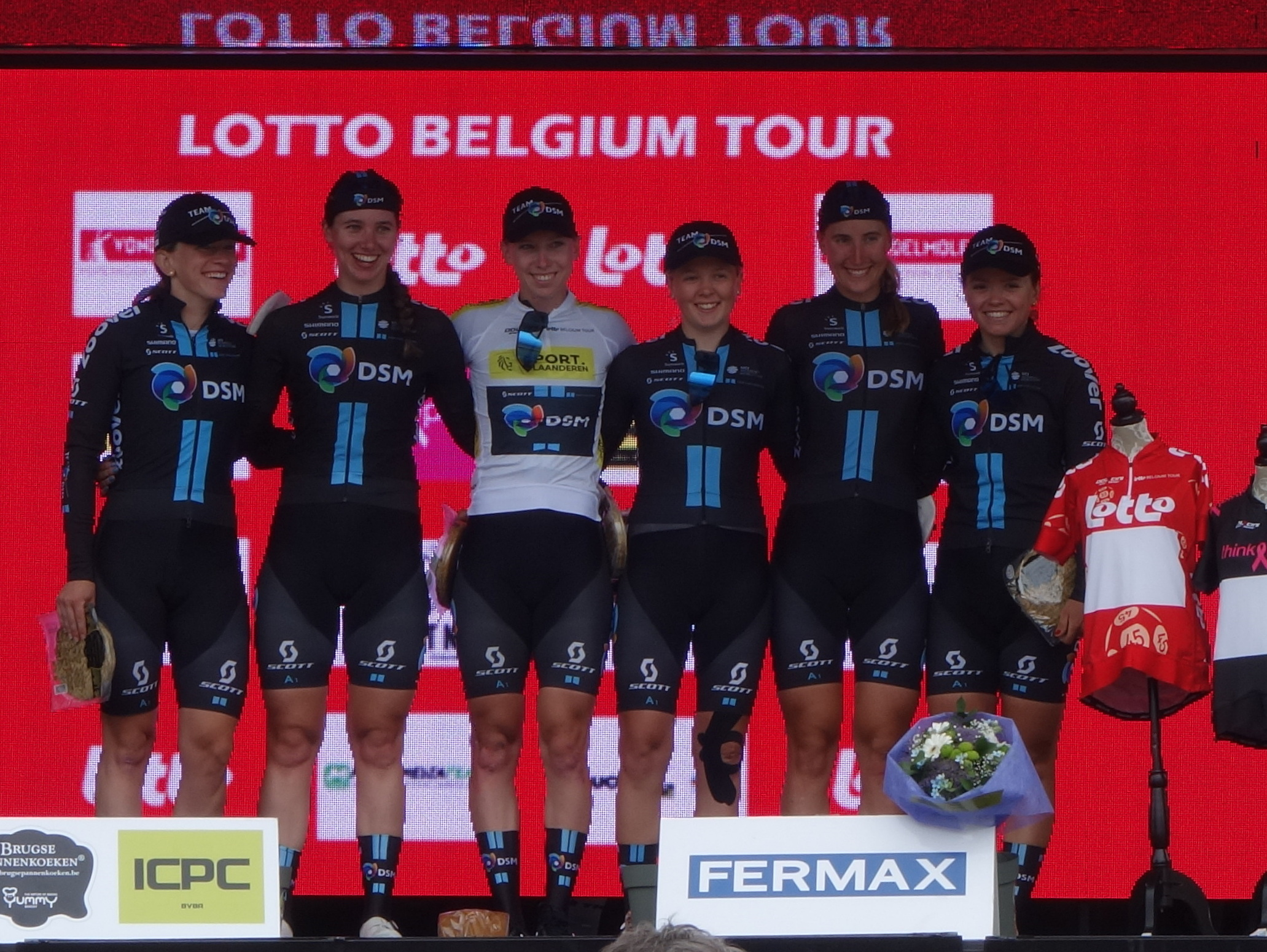
In de Lotto Belgium Tour 2021.
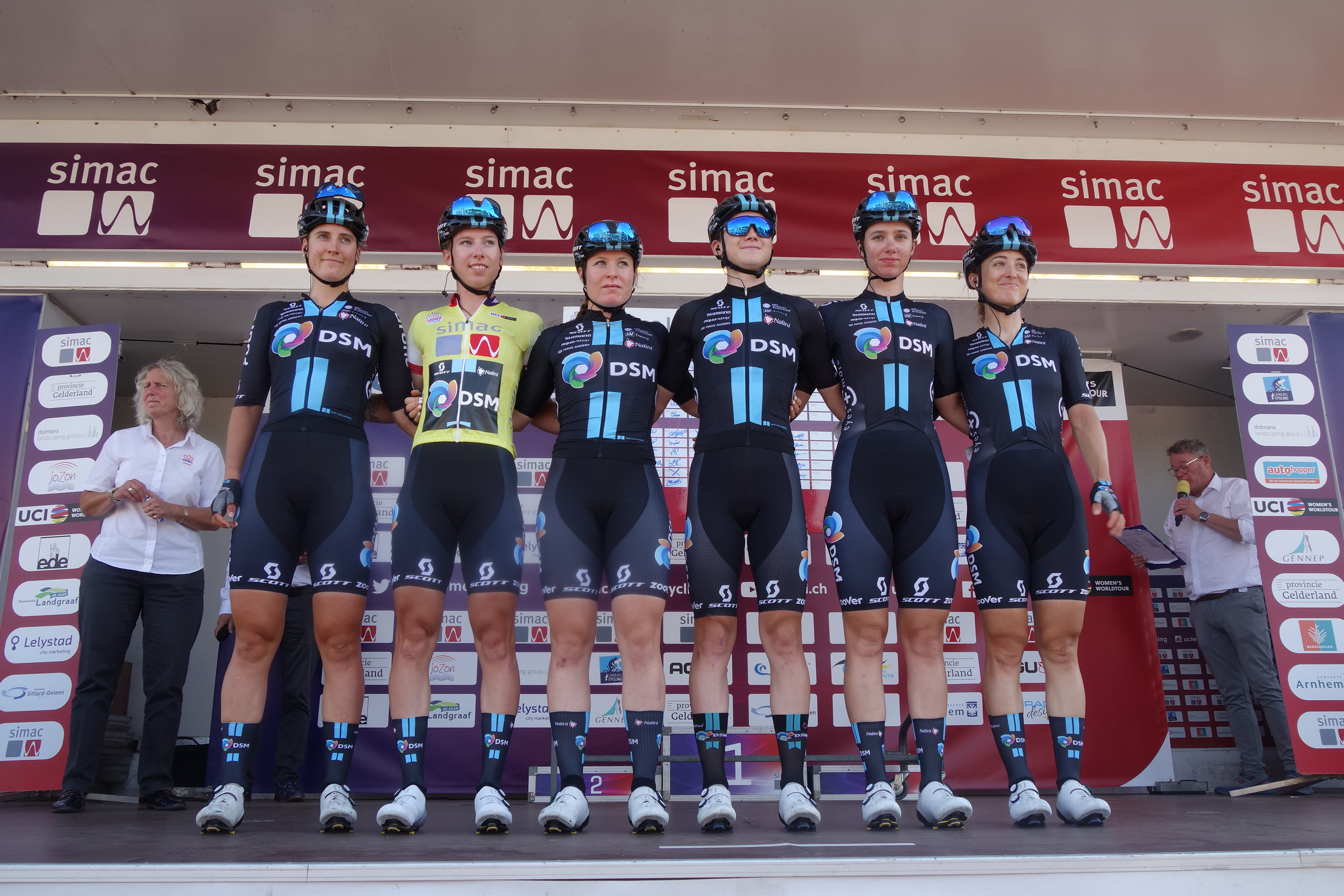
Tijdens de Simac Ladies Tour 2022.
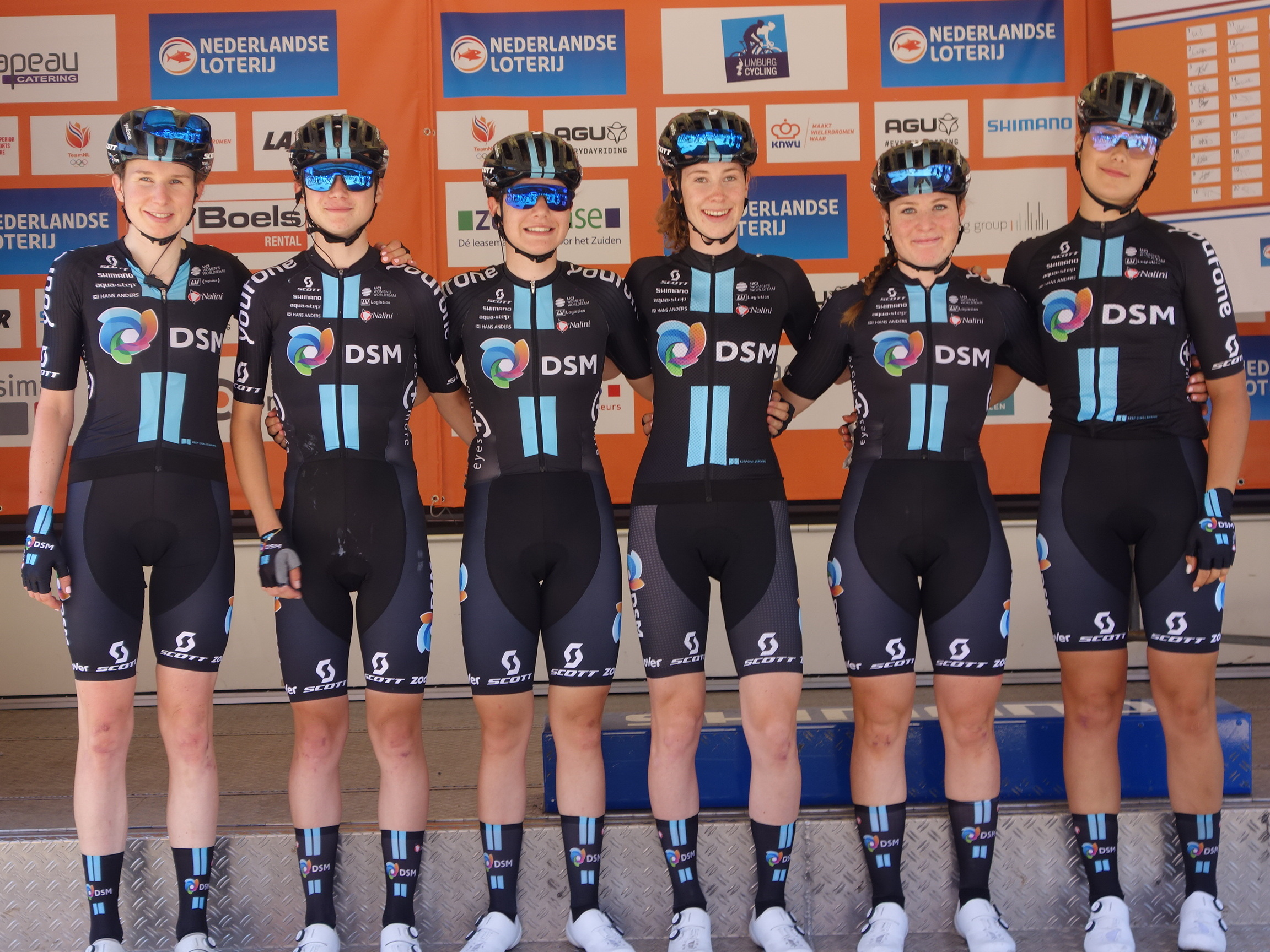
Aan de start van het NK op de weg in 2023.
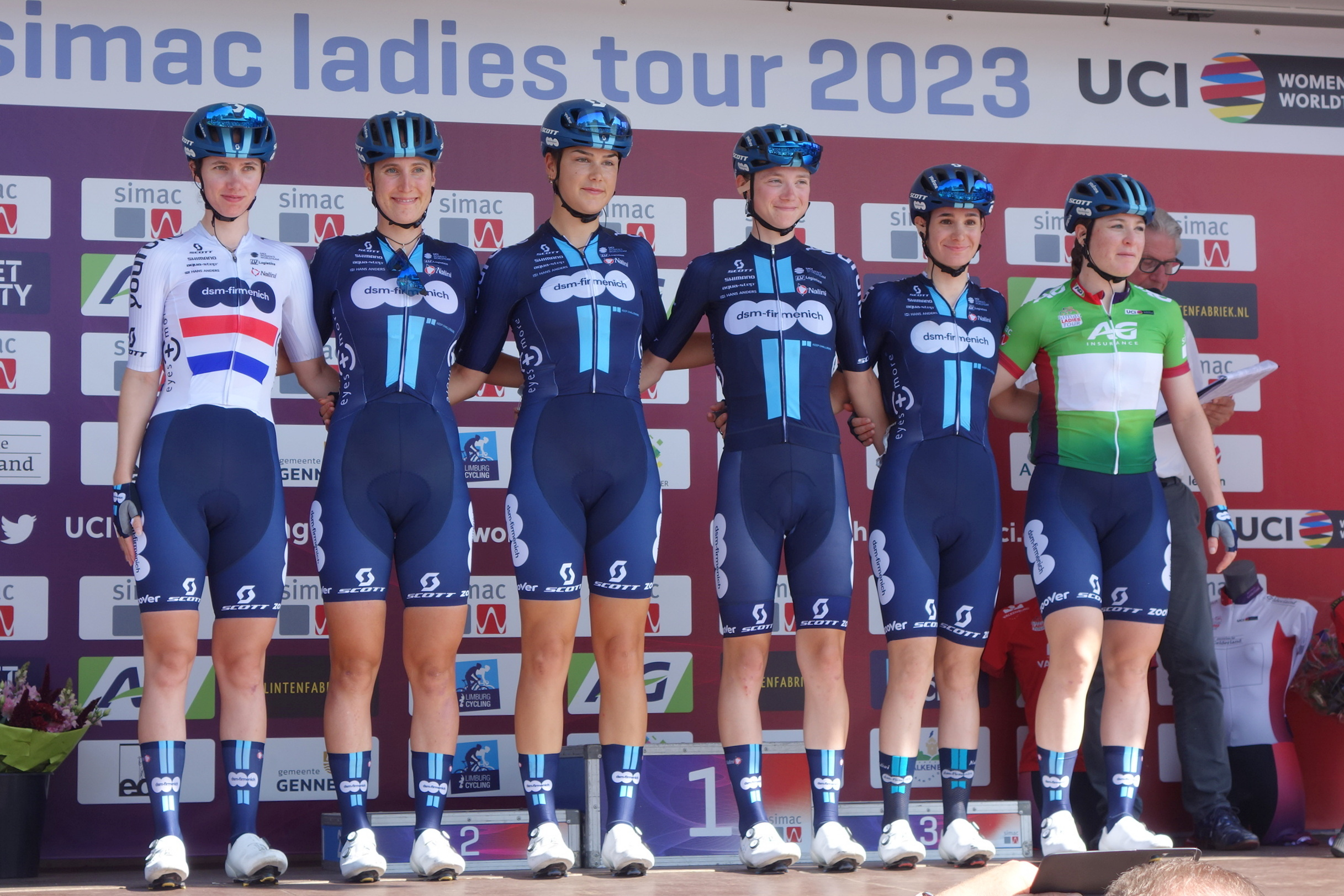
De ploeg in de Simac Ladies Tour 2023.
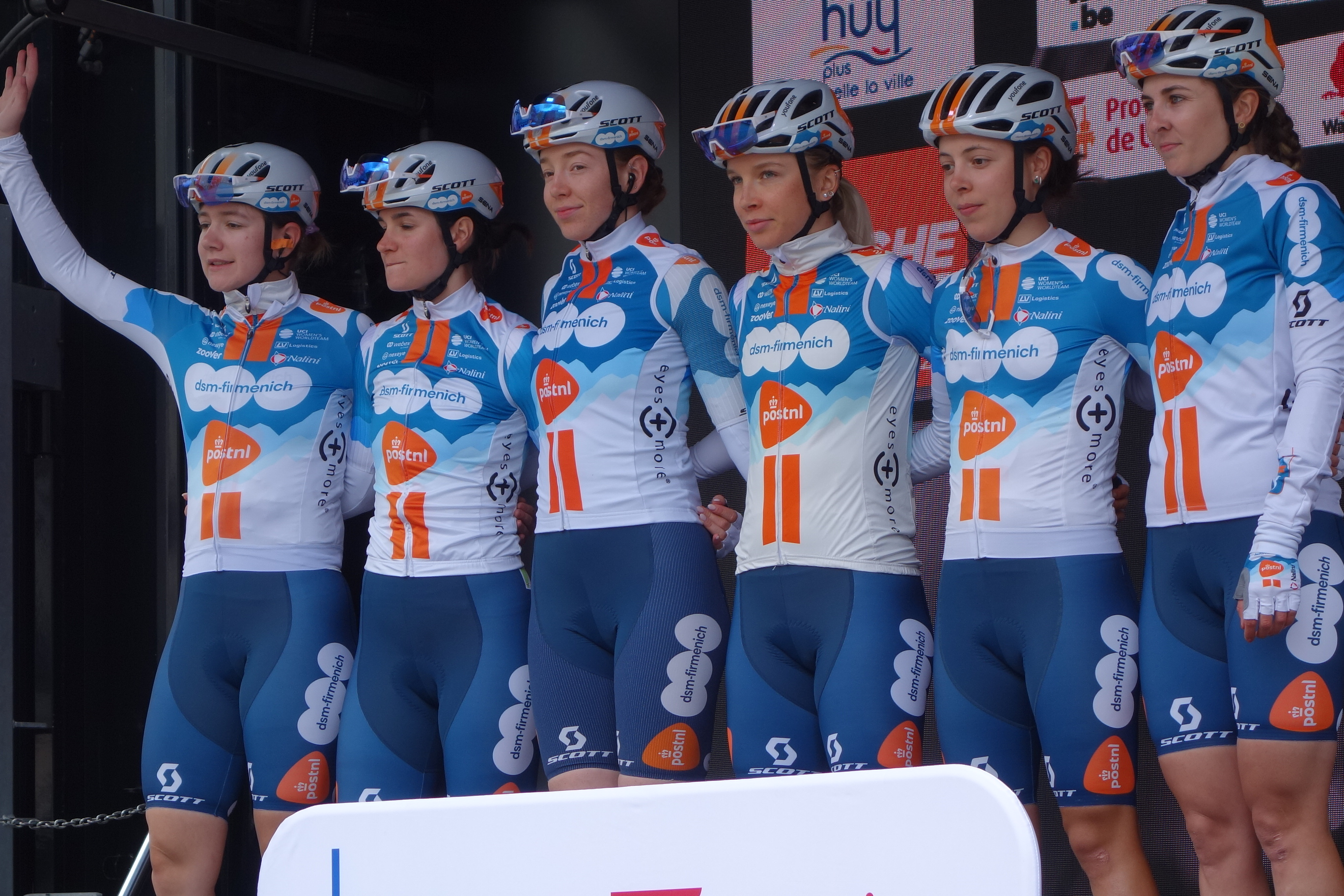
Aan de start van de Waalse Pijl 2024.
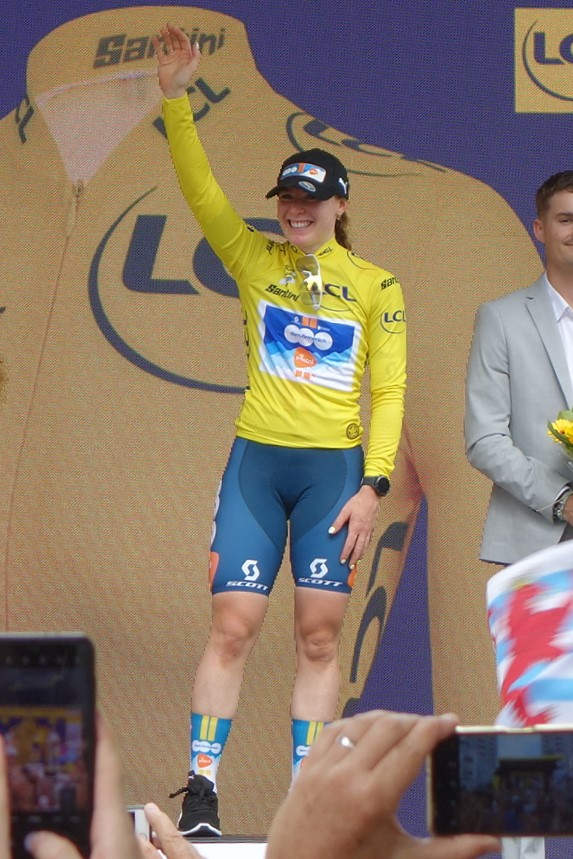
Charlotte Kool in de gele trui in Rotterdam in de Tour de France Femmes 2024.

Becker · Busser · Garner · Gebhardt · Johrend · Knol · Mackaij · Markus · Pieters · Tromp · Wild
De Vries · Garner · Knol · Lichtenberg · Mackaij · Mustonen · Pieters · Polspoel · Soek · Stijns · Wild
Garner · Knol · Lichtenberg · Mackaij · Mustonen · Pieters · Polspoel · Soek · Stijns · Stultiens · Weaver
Kirchmann · Mackaij · Markus · Mustonen · Slik · Soek · Stijns · Stultiens · Taylor · Weaver
Brand · Kirchmann · Labous · Lippert · Mackaij · Rivera · Slik · Soek · Stultiens · Van Dijk · Weaver
Brand · Kirchmann · Labous · Lippert · Mackaij · Mathiesen · Rivera · Soek · Van Dijk · Winder
Andersen · Brand · Ensing · Georgi · Kirchmann · Labous · Lippert · Mackaij · Mathiesen · Rivera · Soek
Andersen · Georgi · Henderson · Jackson · Kirchmann · Koch · Labous · Lippert · Mackaij · Mathiesen · Olausson · Rivera · Soek · Wiebes
Andersen · Georgi · Jastrab · Kirchmann · Koch · Labous · Lippert · Mackaij · Olausson · Peperkamp · Rivera · Soek · Wiebes
Barale · Curinier · Georgi · Jastrab · Kirchmann · Koch · Kool · Labous · Lippert · Mackaij · Peperkamp · Uijen · Wiebes
Barale · Ciabocco · Curinier · Georgi · Hengeveld · Jastrab · Koch · Kool · Labous · van der Meiden · Peperkamp · Plouffe · Rayer · Storrie · Uijen · Vinke
Bader (vanaf 16/7) · Barale · Barbieri · Ciabocco · Georgi · Hengeveld · Jastrab · Koch · Kool · Labous · van der Meiden (tot 30/7) · Nelson · Peperkamp · Plouffe · Rayer · Smith · Storrie · Uijen · Vinke
Bader · Barale · Barbieri · Cavalli · Ciabocco · Georgi · Heremans · Jastrab · Koch · Kool · Londoño · Nelson · Peperkamp · Roldan · Smith · Storrie · Uijen · Vinke
Mannen: 1999 · 2000 · 2001 · 2002 · 2003 · 2004 · 2005 · 2006 · 2007 · 2008 · 2009 · 2010 · 2011 · 2012 · 2013 · 2014 · 2015 · 2016 · 2017 · 2018 · 2019 · 2020 · 2021 · 2022 · 2023 · 2024 · 2025
Vrouwen: 2011 · 2012 · 2013 · 2014 · 2015 · 2016 · 2017 · 2018 · 2019 · 2020 · 2021 · 2022 · 2023 · 2024 · 2025